# David J. Slater
David J. Slater (* in Blackburn) ist ein englischer Fotograf.

## Leben
David J. Slater beschäftigt sich seit seinem 14. Lebensjahr mit Tierfotografie. Er spezialisierte sich auf Wildtierfotografie und Darstellung von Naturlandschaften. Derzeit ist er als Geschäftsführer und Fotograf der DJSPhotography tätig.

## Urheberrechtsstreit

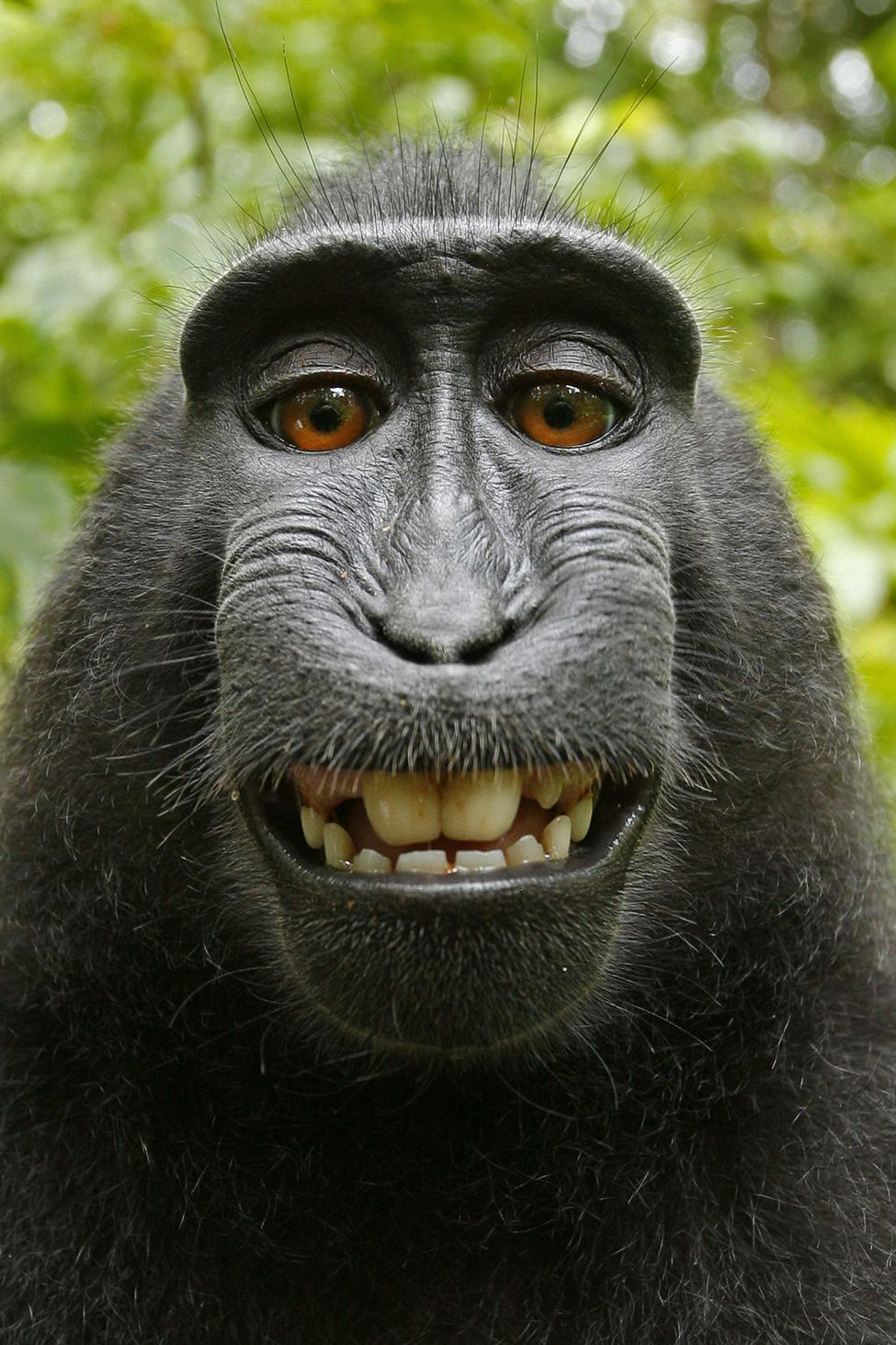
Naruto

Weltweite Aufmerksamkeit erhielt ein Urheberrechtsstreit zwischen David J. Slater und der Tierschutzorganisation PETA. 2011 gelangte ein Schopfmakaken-Männchen namens Naruto auf der indonesischen Insel Sulawesi in einer unbeaufsichtigten Situation in den Besitz von Slaters Kamera und schoss damit unter anderem ein Selfie von sich. Der Kamerainhaber vermarktete die Aufnahmen regulär in seinem Namen. Die Tierschutzorganisation PETA verklagte 2015 den Fotografen daraufhin wegen einer Urheberrechtsverletzung, da sie der Ansicht war, der Affe sei die Person gewesen, die den Auslöser betätigt habe und daher nach internationalem Recht der Inhaber der Bildrechte sei. Der Fall wurde – vorwiegend in den sozialen Medien – kontrovers diskutiert, da zum ersten Mal entschieden werden musste, ob ein Tier, das im juristischen Sinne als Sache gilt, ein Persönlichkeitsrecht habe und damit ein Urheberrecht erwerben könne.
In der ersten Instanz verlor PETA den Prozess. Nach zwei Jahren, im Herbst 2017, konnte der Rechtsstreit zunächst außergerichtlich mit einem Vergleich beendet werden. Der Fotograf spendet fortan 25 Prozent des Erlöses aus den Selfie-Bildern an Organisationen, die sich dem Schutz von Naruto und seinen Artgenossen widmen.
Im Frühjahr 2018 lehnte jedoch ein Berufungsgericht in San Francisco den Vergleich vom Herbst 2017 ab und bestätigte dadurch die ursprüngliche, erstinstanzliche Entscheidung mit der Begründung, Affen hätten keinen Status, um ein Urheberrecht auf dem Klageweg geltend zu machen. Eine Klage von Menschen im Namen von Tieren sei dagegen nur dann möglich, wenn dies ausdrücklich im Gesetz vorgesehen sei. Kritik an PETA gab es wegen deren Vorgehensweise als „enger Freund“ des Affen, denn das Gericht konnte keine signifikante Beziehung der Organisation zum Tier feststellen. Zudem versuchte PETA nach der außergerichtlichen Einigung über die Spende aus dem Erlös der Bilder, an welcher der Affe nicht beteiligt war, das Verfahren einstellen zu lassen. Dies lasse vermuten, dass PETA nur eigene Interessen verfolge und das Tier als „ahnungslose Marionette“ für die PETA-Ideologie benutze. Am 24. April 2018 entschied das Berufungsgericht in San Francisco folglich, die Klage abzuweisen.
Slater strengte Anfang 2018 selbst eine Klage an. Sie richtete sich gegen die deutsche Punkband Terrorgruppe, die das Foto 2016 für die Covergestaltung ihres Albums Tiergarten verwandte, gegen Spenden und verschiedene Spendenaktionen für den Chances for Nature e. V., der sich in der Heimat Narutos, im Schutzgebiet Tangkoko Duasaudara, vor allem im Tangkoko Conservation Education Programm, engagiert.

## Ehrungen
- 2004 International Wildbird Photographer of the Year
- 2008 MSNBC Best Press Image of the Year
- 2009 NPPA Best of Photojournalism - Natural Environnement[8]
- 2009 British Wildlife Photography Awards - Animal Behaviour
- 2012 NWF Photography Awards